# Championnat d'Europe de Formule 2 1967
Navigation
1968
Le championnat d'Europe de Formule 2 1967 était la première édition du championnat d'Europe de F2. Il a été remporté par le Belge Jacky Ickx, sur une Matra de l'écurie Matra International (Tyrrell Racing).

## Règlement sportif
- L'attribution des points s'effectue selon le barème 9,6,4,3,2,1 (comme en Formule 1 à la même période).
- Les pilotes de grade "A" ne peuvent pas inscrire de points. Le grade "A" est attribué aux pilotes ayant déjà fait leurs preuves dans le championnat du monde de Formule 1 ou celui d'Endurance.

## Engagés
| Écurie                                          | Constructeur       | Chassis        | Moteur                   | Pneu | Pilote               | Manches         |
| ----------------------------------------------- | ------------------ | -------------- | ------------------------ | ---- | -------------------- | --------------- |
| Motor Racing Developments                       | Brabham-Ford       | BT23 BT23C     | Ford Cosworth FVA 1.6 L4 | G    | Jack Brabham         | 1, 3, 5-6, 9    |
| Motor Racing Developments                       | Brabham-Ford       | BT23 BT23C     | Ford Cosworth FVA 1.6 L4 | G    | Denny Hulme          | 1-2             |
| Motor Racing Developments                       | Brabham-Ford       | BT23 BT23C     | Ford Cosworth FVA 1.6 L4 | G    | Frank Gardner        | 1-5, 7-10       |
| Roy Winkelmann Racing Racing Team Holland       | Brabham-Ford       | BT23           | Ford Cosworth FVA 1.6 L4 | G F  | Jochen Rindt         | 1–3, 5-6, 9     |
| Roy Winkelmann Racing Racing Team Holland       | Brabham-Ford       | BT23           | Ford Cosworth FVA 1.6 L4 | G F  | Alan Rees            | 1-3, 5, 7-10    |
| Roy Winkelmann Racing Racing Team Holland       | Brabham-Ford       | BT23           | Ford Cosworth FVA 1.6 L4 | G F  | Gijs van Lennep      | 7               |
| Team Lotus Lotus Components Ltd Herts Aero Club | Lotus-Ford         | 48 41B         | Ford Cosworth FVA 1.6 L4 | F    | Graham Hill          | 1-3, 5-6, 8-10  |
| Team Lotus Lotus Components Ltd Herts Aero Club | Lotus-Ford         | 48 41B         | Ford Cosworth FVA 1.6 L4 | F    | Jackie Oliver        | 1, 3, 5-6, 8-10 |
| Team Lotus Lotus Components Ltd Herts Aero Club | Lotus-Ford         | 48 41B         | Ford Cosworth FVA 1.6 L4 | F    | Jim Clark            | 3, 5-6, 8       |
| Team Lotus Lotus Components Ltd Herts Aero Club | Lotus-Ford         | 48 41B         | Ford Cosworth FVA 1.6 L4 | F    | Moisés Solana        | 6               |
| Bruce McLaren Motor Racing                      | McLaren-Ford       | M4A            | Ford Cosworth FVA 1.6 L4 | F    | Bruce McLaren        | 1–3             |
| Tyrrell Racing Organisation                     | Matra-Ford         | MS5 MS7        | Ford Cosworth FVA 1.6 L4 | D    | Jackie Stewart       | 1-2, 6, 8-9     |
| Tyrrell Racing Organisation                     | Matra-Ford         | MS5 MS7        | Ford Cosworth FVA 1.6 L4 | D    | Jacky Ickx           | 1-5, 7-10       |
| Tyrrell Racing Organisation                     | Matra-Ford         | MS5 MS7        | Ford Cosworth FVA 1.6 L4 | D    | Jean-Pierre Jaussaud | 6, 10           |
| Lola Racing Ltd                                 | Lola-Ford          | T100           | Ford Cosworth FVA 1.6 L4 | F    | John Surtees         | 1-2, 9          |
| Lola Racing Ltd                                 | Lola-Ford          | T100           | Ford Cosworth FVA 1.6 L4 | F    | Chris Irwin          | 3-8             |
| Lola Racing Ltd                                 | Lola-Ford          | T100           | Ford Cosworth FVA 1.6 L4 | F    | Andrea De Adamich    | 8               |
| Lola Racing Ltd                                 | Lola-BMW           | T100           | BMW M11 1.6 L4           | F    | Chris Irwin          | 1, 9            |
| Lola Racing Ltd                                 | Lola-BMW           | T100           | BMW M11 1.6 L4           | F    | John Surtees         | 3               |
| Witley Racing Syndicate                         | Brabham-Ford       | BT23           | Ford Cosworth FVA 1.6 L4 | F    | Robin Widdows        | 1-5, 7, 9-10    |
| McKechnie Racing Organisation                   | Brabham-Ford       | BT21/23 BT21   | Ford Cosworth FVA 1.6 L4 | F    | Chris Lambert        | 1–2, 10         |
| Andrew Fletcher                                 | Brabham-Lotus      | BT18           | Lotus LF 1.6 L4          | ?    | Andrew Fletcher      | 1, 9-10         |
| Andrew Fletcher                                 | Brabham-Lotus      | BT18           | Lotus LF 1.6 L4          | ?    | Jimmy Veitch         | 2               |
| Ian Raby Racing                                 | Brabham-Lotus      | BT14 BT18      | Lotus LF 1.6 L4          | ?    | Ian Raby             | 1-7             |
| Ian Raby Racing                                 | Brabham-Lotus      | BT14 BT18      | Lotus LF 1.6 L4          | ?    | Andrew Fletcher      | 4, 7            |
| Frank Manning Racing                            | Lola-Lotus         | T64            | Lotus LF 1.6 L4          | ?    | Robert Lamplough     | 1-2, 4, 6-7, 9  |
| Frank Manning Racing                            | Lola-Lotus         | T64            | Lotus LF 1.6 L4          | ?    | Paco Godia           | 6               |
| Frank Manning Racing                            | Brabham-Lotus      | BT21A          | Lotus LF 1.6 L4          | ?    | Mike Walker          | 9               |
| Frank Manning Racing                            | Brabham-Lotus      | BT21A          | Lotus LF 1.6 L4          | ?    | Robert Lamplough     | 10              |
| Matra Sports                                    | Matra-Ford         | MS5 MS7        | Ford Cosworth FVA 1.6 L4 | ?    | Jean-Pierre Beltoise | 1-3, 5-10       |
| Matra Sports                                    | Matra-Ford         | MS5 MS7        | Ford Cosworth FVA 1.6 L4 | ?    | Johnny Servoz-Gavin  | 3, 5-8, 10      |
| Matra Sports                                    | Matra-Ford         | MS5 MS7        | Ford Cosworth FVA 1.6 L4 | ?    | Henri Pescarolo      | 9               |
| BMW                                             | Lola-BMW           | T100           | BMW M11 1.6 L4           | D    | Hubert Hahne         | 1, 3, 5-6, 8-10 |
| BMW                                             | Lola-BMW           | T100           | BMW M11 1.6 L4           | D    | Jo Siffert           | 2-3, 10         |
| John Coombs                                     | McLaren-Ford       | M4A            | Ford Cosworth FVA 1.6 L4 | D F  | Piers Courage        | All             |
| Bob Gerard Cooper Racing                        | Cooper-Ford        | T84 T82        | Ford Cosworth FVA 1.6 L4 | ?    | Trevor Taylor        | 1-2             |
| Bob Gerard Cooper Racing                        | Cooper-Ford        | T84 T82        | Ford Cosworth FVA 1.6 L4 | ?    | Mike Beckwith        | 1, 3, 7, 9      |
| Bob Gerard Cooper Racing                        | Cooper-Ford        | T84 T82        | Ford Cosworth FVA 1.6 L4 | ?    | Robert Ellice        | 2               |
| Bob Gerard Cooper Racing                        | Cooper-Ford        | T84 T82        | Ford Cosworth FVA 1.6 L4 | ?    | Peter Gethin         | 3               |
| Bob Gerard Cooper Racing                        | Cooper-Ford        | T84 T82        | Ford Cosworth FVA 1.6 L4 | ?    | Alan Rollinson       | 4-5             |
| Bob Gerard Cooper Racing                        | Cooper-Ford        | T84 T82        | Ford Cosworth FVA 1.6 L4 | ?    | John Cardwell        | 4-5, 9          |
| Bob Gerard Cooper Racing                        | Cooper-Ford        | T84 T82        | Ford Cosworth FVA 1.6 L4 | ?    | Harry Stiller        | 7               |
| Bob Gerard Cooper Racing                        | Cooper-Lotus       | T73            | Lotus LF 1.6 L4          | ?    | Julian Gerard        | 9               |
| Mike Costin                                     | Brabham-Ford       | BT10           | Ford Cosworth FVA 1.6 L4 | ?    | Mike Costin          | 2               |
| Ron Harris Racing Division                      | Protos-Ford        | 16             | Ford Cosworth FVA 1.6 L4 | ?    | Brian Hart           | 2, 4, 6-8       |
| Ron Harris Racing Division                      | Protos-Ford        | 16             | Ford Cosworth FVA 1.6 L4 | ?    | Éric Offenstadt      | 3               |
| Ron Harris Racing Division                      | Protos-Ford        | 16             | Ford Cosworth FVA 1.6 L4 | ?    | Pedro Rodríguez      | 4, 6, 8         |
| Ron Harris Racing Division                      | Protos-Ford        | 16             | Ford Cosworth FVA 1.6 L4 | ?    | Rob Slotemaker       | 7               |
| Reg Parnell Racing                              | Parnell-Ford       | Parnell        | Ford Cosworth FVA 1.6 L4 | ?    | Mike Spence          | 2               |
| W. A. Jones                                     | Alexis-Lotus       | Mk 8           | Lotus LF 1.6 L4          | ?    | Philip Robinson      | 2-4, 6-7        |
| W. A. Jones                                     | Alexis-Lotus       | Mk 8           | Lotus LF 1.6 L4          | ?    | Chris Meek           | 9-10            |
| Gerhard Mitter                                  | Brabham-Ford       | BT23           | Ford Cosworth FVA 1.6 L4 | ?    | Gerhard Mitter       | 3               |
| David Bridges Motor Sports                      | Brabham-Ford       | BT16           | Ford Cosworth SCB 1.5 L4 | D    | Brian Redman         | 3, 9            |
| David Bridges Motor Sports                      | Lola-Ford          | T100           | Ford Cosworth FVA 1.6 L4 | D    | Brian Redman         | 6, 9-10         |
| Midland Racing Team                             | Brabham-Lotus      | BT10 BT16 BT18 | Lotus LF 1.6 L4          | ?    | Paul Blum            | 4-5             |
| Midland Racing Team                             | Brabham-Lotus      | BT10 BT16 BT18 | Lotus LF 1.6 L4          | ?    | Bruno Frey           | 4-5             |
| Midland Racing Team                             | Lotus              | 41C            | Lotus LF 1.6 L4          | ?    | Walter Habegger      | 4-5             |
| Auto Sport Club Schartner-Bombe                 | Brabham-Lotus      | BT9            | Lotus LF 1.6 L4          | ?    | Gerhard Krammer      | 5               |
| Mercury Stable Motor Racing                     | U2-Lotus           | Mk 6B          | Lotus LF 1.6 L4          | ?    | Arthur Mallock       | 7               |
| Ford France SA                                  | Matra-Ford         | MS5            | Ford Cosworth FVA 1.6 L4 | ?    | Jo Schlesser         | 7-9             |
| Graham Owen                                     | Cooper-Ford        | T83            | Ford Cosworth SCB 1.5 L4 | ?    | Peter Gaydon         | 9               |
| Frank Lythgoe Racing                            | McLaren-Ford       | M4A            | Ford Cosworth FVA 1.6 L4 | F    | Alan Rollinson       | 9-10            |
| Nanni Galli                                     | Brabham-Alfa Romeo | BT23           | Alfa Romeo GTA 1.6 L4    | ?    | Nanni Galli          | 10              |
| Luigi Bertocco                                  | Condor-Alfa Romeo  | Condor         | Alfa Romeo Giulia 1.6 L4 | ?    | Francesco Vento      | 10              |

## Courses de la saison 1967
| no | Date       | Épreuve                       | Lieu               | Vainqueur      | Voiture          | Équipe                | Résumé |
| -- | ---------- | ----------------------------- | ------------------ | -------------- | ---------------- | --------------------- | ------ |
| 1  | 24 mars    | Guards' 100                   | Snetterton         | Jochen Rindt   | Brabham-Cosworth | Roy Winkelmann Racing | Résumé |
| 2  | 27 mars    | BARC 200                      | Silverstone        | Jochen Rindt   | Brabham-Cosworth | Roy Winkelmann Racing | Résumé |
| 3  | 23 avril   | Grand Prix de l'Eifel         | Nürburgring        | Jochen Rindt   | Brabham-Cosworth | Roy Winkelmann Racing | Résumé |
| 4  | 9 juillet  | Trophée d'Allemagne           | Hockenheim         | Frank Gardner  | Brabham-Cosworth | MRD                   | Résumé |
| 5  | 16 juillet | Flugplatzrennen               | Tulln-Langenlebarn | Jochen Rindt   | Brabham-Cosworth | Roy Winkelmann Racing | Résumé |
| 6  | 23 juillet | Grand Prix de Madrid          | Jarama             | Jim Clark      | Lotus-Cosworth   | Team Lotus            | Résumé |
| 7  | 30 juillet | Grand Prix de Zandvoort       | Zandvoort          | Jacky Ickx     | Matra-Cosworth   | Matra International   | Résumé |
| 6  | 20 août    | Grand Prix de la Méditerranée | Enna-Pergusa       | Jackie Stewart | Matra-Cosworth   | Matra International   | Résumé |
| 7  | 28 août    | Guards' Trophy                | Brands Hatch       | Jochen Rindt   | Brabham-Cosworth | Roy Winkelmann Racing | Résumé |
| 8  | 8 octobre  | Grand Prix de Rome            | Vallelunga         | Jacky Ickx     | Matra-Cosworth   | Matra International   | Résumé |

## Classement des pilotes
| Pos. | Pilote               | GUA | BAR | EIF | TDA | FLU | MAD | ZAN | MED | BRA | ROM | Total points |
| ---- | -------------------- | --- | --- | --- | --- | --- | --- | --- | --- | --- | --- | ------------ |
| 1    | Jacky Ickx           | DNS | 7   | 3   | 10  | 5   |     | 1   | 3   | 5   | 1   | 45           |
| 2    | Frank Gardner        | Ret | 6   | 12  | 1   | 4   | 10  | 3   | 9   | 4   | 4   | 34           |
| 3    | Jean-Pierre Beltoise | Ret | Ret | 10  |     | 3   | Ret | 4   | 2   | Ret | 2   | 27           |
| 4    | Piers Courage        | 7   | Ret | 5   | 3   | 9   | 8   | 2   | Ret | Ret | Ret | 24           |
| 5    | Alan Rees            | 3   | 2   | 9   |     | 11  | 11  | 5   | 6   | Ret | 7   | 23           |
| 6    | Chris Irwin          | Ret |     | 7   | Ret | 6   | 3   | Ret | Ret | DNQ |     | 15           |
| 7    | Johnny Servoz-Gavin  |     |     | Ret |     | 8   | 5   | Ret | 5   |     | 3   | 15           |
| 8    | Jo Schlesser         |     |     |     |     |     |     | Ret | 4   | 3   |     | 13           |
| 9    | Brian Redman         |     |     | Ret |     |     | 6   |     |     | 8   |     | 9            |
| 10   | Hubert Hahne         | DNS |     | 4   |     |     |     |     |     | 9   |     | 8            |
| 11   | Brian Hart           |     | Ret |     | 2   |     | Ret | 6   | 8   |     |     | 8            |
| 12   | Robin Widdows        | Ret | 8   | DNS | 4   | Ret | 9   | 7   |     | Ret | 11  | 8            |
| 13   | Jackie Oliver        | Ret |     | 11  |     | Ret | DNS |     | Ret | 6   | Ret | 3            |
| 14   | Philip Robinson      |     | 11  | DNS |     |     |     | Ret |     |     |     | 2            |
| =    | Gerhard Mitter       |     |     | 8   |     |     |     |     |     |     |     | 2            |
| =    | Ian Raby             | Ret | Ret | 16  | 5   | 13  | Ret | Ret |     |     |     | 2            |
| 17   | Alan Rollinson       |     |     |     | 6   | 10  |     |     |     | Ret | 13  | 1            |
| =    | Jean-Pierre Jaussaud |     |     |     |     |     | Ret |     |     |     | 6   | 1            |
| –    | Robert Lamplough     | DNS | Ret |     | Ret |     | 12  | 10  |     | DSQ | 12  | 0            |
| –    | Trevor Taylor        | Ret | Ret |     |     |     |     |     |     |     |     | 0            |
| –    | Henri Pescarolo      |     |     |     |     |     |     |     |     | 10  |     | 0            |
| –    | Mike Beckwith        | Ret |     | Ret |     |     |     | 11  |     | Ret |     | 0            |
| –    | Andrew Fletcher      | Ret |     |     | 7   |     |     | 12  |     | DNQ | Ret | 0            |
| –    | Chris Lambert        | DSQ | Ret |     |     |     |     |     |     |     | 10  | 0            |
| –    | Mike Costin          |     | Ret |     |     |     |     |     |     |     |     | 0            |
| –    | Jimmy Veitch         |     | Ret |     |     |     |     |     |     |     |     | 0            |
| –    | Robert Ellice        |     | Ret |     |     |     |     |     |     |     |     | 0            |
| –    | Peter Gethin         |     |     | 14  |     |     |     |     |     |     |     | 0            |
| –    | Walter Habegger      |     |     |     | 8   | 12  |     |     |     |     |     | 0            |
| –    | Bruno Frey           |     |     |     | 9   | Ret |     |     |     |     |     | 0            |
| –    | Paul Blum            |     |     |     | Ret | Ret |     |     |     |     |     | 0            |
| –    | John Cardwell        |     |     |     | Ret | Ret |     |     |     | Ret |     | 0            |
| –    | Gerhard Krammer      |     |     |     |     | DNQ |     |     |     |     |     | 0            |
| –    | Moisés Solana        |     |     |     |     |     | 13  |     |     |     |     | 0            |
| –    | Paco Godia           |     |     |     |     |     | DNS |     |     |     |     | 0            |
| –    | Gijs van Lennep      |     |     |     |     |     |     | 8   |     |     |     | 0            |
| –    | Arthur Mallock       |     |     |     |     |     |     | Ret |     |     |     | 0            |
| –    | Rob Slotemaker       |     |     |     |     |     |     | Ret |     |     |     | 0            |
| –    | Andrea De Adamich    |     |     |     |     |     |     | Ret |     |     |     | 0            |
| –    | Julian Gerard        |     |     |     |     |     |     |     |     | Ret |     | 0            |
| –    | Mike Walker          |     |     |     |     |     |     |     |     | DNQ |     | 0            |
| –    | Chris Meek           |     |     |     |     |     |     |     |     | DNQ | 14  | 0            |
| –    | Peter Gaydon         |     |     |     |     |     |     |     |     | DNQ |     | 0            |
| –    | Francesco Vento      |     |     |     |     |     |     |     |     |     | Ret | 0            |
| Pos. | Pilote               | GUA | BAR | EIF | TDA | FLU | MAD | ZAN | MED | BRA | ROM | Total points |

| Couleur | Résultat                     |
| ------- | ---------------------------- |
| Or      | Vainqueur                    |
| Argent  | 2e place                     |
| Bronze  | 3e place                     |
| Vert    | Terminé, dans les points     |
| Bleu    | Terminé, pas dans les points |
| Violet  | Abandon (Ab.) ou (Ret)       |
| Violet  | Non classé (NC)              |
| Rouge   | Pas qualifié (DNQ)           |
| Noir    | Disqualifié (DSQ)            |
| Blanc   | Pas au départ (DNS)          |
| Blanc   | Forfait (WD)                 |
| Blanc   | N'a pas participé (DNP)      |
| Blanc   | Blessé (INJ)                 |
| Blanc   | Exclu (EX)                   |
| Blanc   | Course annulée (C)           |

## Liste des Grands Prix disputés cette saison ne comptant pas pour le championnat de Formule 2
| Nom                                | Circuit           | Date         | Vainqueur           | Constructeur |
| ---------------------------------- | ----------------- | ------------ | ------------------- | ------------ |
| XXVII Grand Prix de Pau            | Pau               | 2 avril      | Jochen Rindt        | Brabham-Ford |
| II Grand Prix de Barcelone         | Montjuïc          | 9 avril      | Jim Clark           | Lotus-Ford   |
| VIII Spring Trophy ‡               | Oulton Park       | 15 avril     | Jackie Oliver       | Lotus-Ford   |
| I Guards' International Trophy     | Mallory Park      | 14 mai       | John Surtees        | Lola-Ford    |
| IV Grand Prix du Limbourg          | Zolder            | 21 mai       | John Surtees        | Lola-Ford    |
| XV Trophée de Londres              | Crystal Palace    | 29 mai       | Jacky Ickx          | Matra-Ford   |
| II Rhein-Pokalrennen               | Hockenheimring    | 11 juin      | Robin Widdows       | Brabham-Ford |
| XXXIII Grand Prix de Reims         | Reims-Gueux       | 25 juin      | Jochen Rindt        | Brabham-Ford |
| XV Grand Prix de Rouen-les-Essarts | Rouen-Les-Essarts | 9 juillet    | Jochen Rindt        | Brabham-Ford |
| XXIX Grand Prix d'Allemagne ‡      | Nürburgring       | 6 août       | Jackie Oliver       | Lotus-Ford   |
| VII Grand Prix de Suède            | Karlskoga         | 13 août      | Jackie Stewart      | Matra-Ford   |
| VII Grand Prix de Finlande         | Keimola           | 3 septembre  | Jim Clark           | Lotus-Ford   |
| I Hämeenlinnan Ajot                | Ahvenisto         | 5 septembre  | Jochen Rindt        | Brabham-Ford |
| XIV International Gold Cup ‡       | Oulton Park       | 16 septembre | Jackie Stewart      | Matra-Ford   |
| XXVI Grand Prix d'Albi             | Albi              | 24 septembre | Jackie Stewart      | Matra-Ford   |
| XV Grand Prix d'Espagne ‡          | Jarama            | 12 novembre  | Johnny Servoz-Gavin | Matra-Ford   |

‡ – Course ouverte aux catégories F1 et F2.